# John Dangar Dixon
Pour les articles homonymes, voir John Dixon, Dangar et Dixon.
John Dangar Dixon, né le 20 février 1929 à Newcastle (Nouvelle-Galles du Sud) et décédé le 7 mai 2015, est un dessinateur et scénariste de bande dessinée australien.

## Biographie
John Dangar Dixon déménage à Sydney en 1945 et, après avoir été illustrateur pour plusieurs agences publicitaires, s'oriente vers la bande dessinée en 1946 en créant Tim Valour Comics, un fascicule publié par Henry John Edwards, qu'il dirige durant plus de 150 parutions et dans lequel il anime trois séries différentes. La même année, il collabore aux premiers numéros de The Crimson Come Comics chez le même éditeur.
En 1958, il réalise Catman Comics (en) chez Frew Publications (en) et Captain Strato Comics pour Young's Merchandising. L'année suivante il publie la série The Phantom Commando Comics chez Horwitz Publications, et la planche dominicale Air Hawk and the Flying Doctors dans le Sun-Herald de Sydney, auquel il ajoute un strip quotidien à partir de 1963. Il se consacre dès lors à cette dernière série jusqu'en 1986.
Air Hawk and the Flying Doctors a été adapté à la télévision en 1981 sous le titre Airhawk (en).